# Dysmachus
Dysmachus is een geslacht van roofvliegen (Asilidae) uit de onderfamilie Asilinae. De wetenschappelijke naam werd voor het eerst geldig gepubliceerd in 1860 door Hermann Loew.
Dysmachus-soorten komen voor in het Palearctisch gebied; ook zijn er een aantal soorten in het Afrotropisch gebied beschreven (Loew beschreef in zijn publicatie de tweevleugeligen van Zuid-Afrika). De borstelroofvlieg Dysmachus trigonus komt in een groot deel van Europa voor, vooral in droge en zandige gebieden zoals zandduinen aan de kust of in het binnenland en lage, zandige heidebodems. In België is de soort onder andere waargenomen op de Schobbejakshoogte in het domeinbos Ryckevelde nabij Brugge; in Nederland is ze aangetroffen in de duinen van Texel.
Het dieet van deze roofvliegen is gevarieerd en bestaat uit andere tweevleugeligen, naast vliesvleugeligen, kevers en soms ook vlinders.

## Soorten
- D. albiciliatus (Loew, 1854)
- D. albiseta Becker, 1907
- D. albisetosus (Macquart, 1850)
- D. albovestitus Villeneuve, 1930
- D. americanus (Macquart, 1846)
- D. antipai Weinberg, 1968
- D. appendiculatus Schiner, 1867
- D. atripes Loew, 1871
- D. basalis (Loew, 1848)
- D. bequaerti Tomasovic, 2001
- D. bidentatus Becker, 1923
- D. bifurcus (Loew, 1848)
- D. bilobus Loew, 1871
- D. bimucronatus (Loew, 1854)
- D. bulbosus Theodor, 1980
- D. cephalenus Loew, 1871
- D. cochleatus (Loew, 1854)
- D. cristatus (Wiedemann in Meigen, 1820)
- D. dasynotus Loew, 1871
- D. dasyproctus Loew, 1871
- D. dentiger Richter, 1962
- D. digitulus Becker, 1923
- D. echinurus Richter, 1962
- D. elapsus Villeneuve, 1933
- D. evanescens Villeneuve, 1912
- D. femoratellus Loew, 1871
- D. fraudator Lehr, 1966
- D. fuscipennis (Meigen, 1820)
- D. gratiosus Richter, 1973
- D. hamulatus (Loew, 1854)
- D. harpagonis Séguy, 1929
- D. harpax Villeneuve, 1904
- D. hermonensis Theodor, 1980
- D. hiulcus (Pandellé, 1905)
- D. hradskyi Adamovic, 1971
- D. kasachstanicus Lehr, 1966
- D. kiritschenkoi Lehr, 1966
- D. kuznetzovi Lehr, 1996
- D. medius Lehr, 1966
- D. monticola Lehr, 1966

- D. montium Richter, 1962
- D. obtusus Becker, 1923
- D. olympicus Janssens, 1958
- D. ornatus Theodor, 1980
- D. picipes

Slanke borstelroofvlieg (Meigen, 1820)
- D. praemorsus (Loew, 1854)
- D. putoni Séguy, 1927
- D. rectus Becker, 1923
- D. safranboluticus Hasbenli & Geller-Grimm, 1999
- D. schurovenkovi Lehr, 1972
- D. setiger (Loew, 1848)
- D. setipyga Becker, 1923
- D. strigitibia Curran, 1931
- D. stylifer (Loew, 1854)
- D. suludereae Hasbenli & Geller-Grimm, 1999
- D. theodori Engel, 1930
- D. transcaucasicus Richter, 1962
- D. tricuspis (Loew, 1848)
- D. trigonus

Borstelroofvlieg (Meigen, 1804)
- D. trilobus (Strobl, 1898)
- D. uschinskii Lehr, 1966
- D. zaitzevi Lehr, 1996